# داودا بانغورا
داودا بانغورا (1 يناير 1994 بغينيا - ) هو لاعب كرة قدم غيني في مركز خط الوسط ، ولعب سابقاً مع نادي كالوم ستار ونادي الخليج ونادي المغرب الفاسيو نادي الترجي السعودي.